# 湖南交通职业技术学院

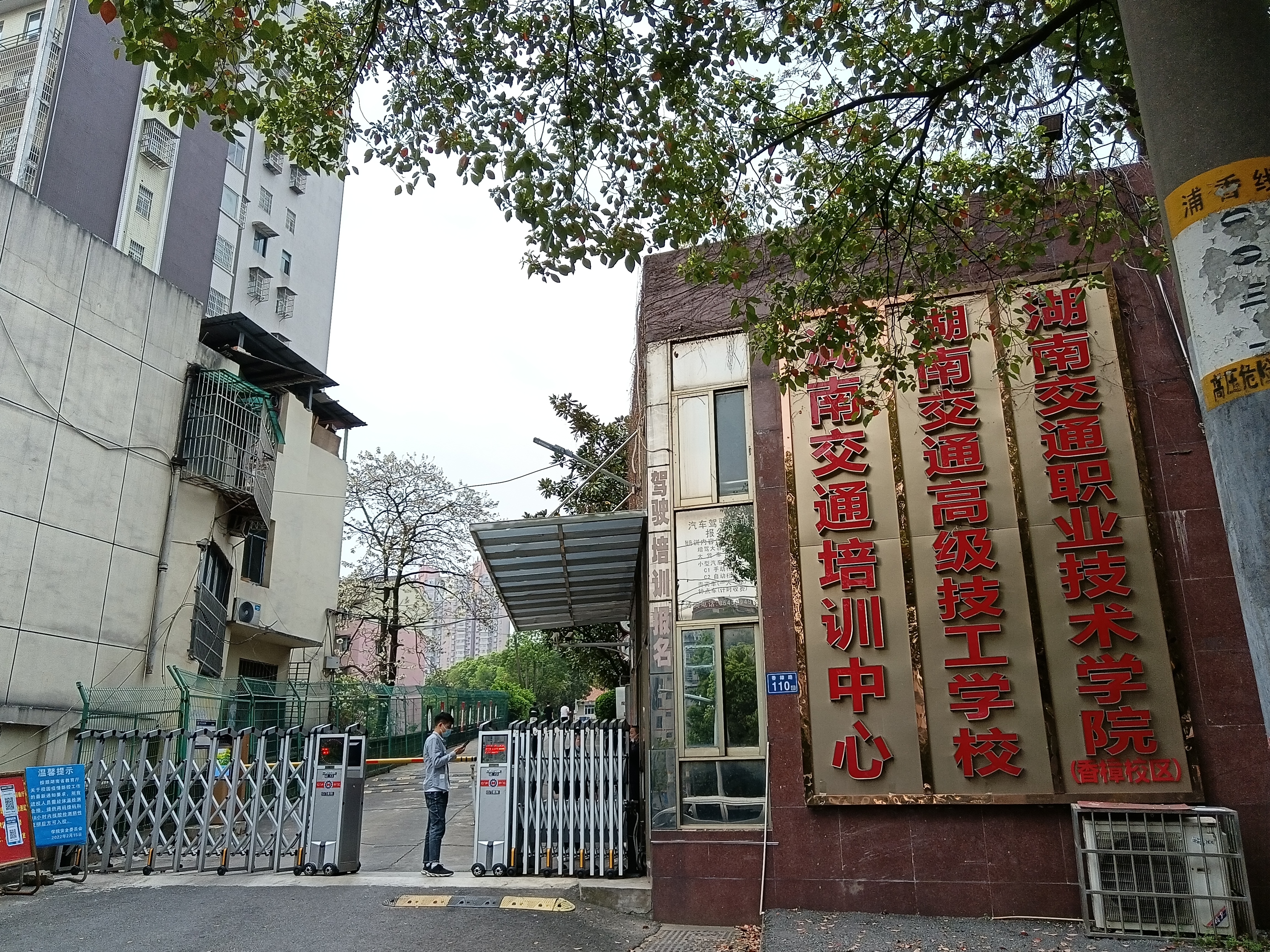
湖南交通职业技术学院

湖南交通职业技术学院（英語：Hunan Communication Polytechnic）坐落在湖南省长沙市长沙县，为湖南省一所高等专科大学。

## 历史
1956年，湖南省教育厅建立了“湖南省交通学校”，招收中专生，是湖南交通职业技术学院的前身。
2001年，学校升级为高等职业技术学院。

## 学校院系
湖南交通职业技术学院下设9个院系，3个部，1个下属学校。

### 院系
| - 路桥工程学院 - 道路养护与管理 - 港口航道工程技术 - 城市轨道工程技术 - 高速铁道工程技术 - 工程造价（公路方向） - 汽车工程学院 - 汽车制造与装配技术 - 汽车营销与服务 - 汽车车身维修技术 - 汽车电子技术 - 新能源汽车技术专业 - 机电工程学院 - 工程机械运用与维护 - 机电一体化技术 - 工业机器人技术 - 数控技术 - 轮机工程技术 | - 工程经济学院 - 公路工程 - 建筑工程 - 工程项目管理 - 房地产经营与管理 - 建筑工程学院 - 建筑施工 - 结构设计 - 装饰工程设计 - 装饰工程施工 - 物流管理学院 - 物流管理 - 国际物流 - 会计 - 注册会计 - 网络营销 - 市场营销 - 移动商务 | - 交通信息学院 - 道路交通智能控制 - 安全防范技术 - 计算机应用智能设备与系统 - 计算机应用智能交通软件 - 商贸旅游学院 - 商务管理 - 国际贸易 - 文秘 - 导游 - 酒店管理 - 继续教育学院 |

### 院部
- 体育艺术部
- 公共教学部
- 思政课部

### 下属学校
- 交通技工学校

## 荣誉
- “全国交通职业教育先进集体”[1]
- “全国毕业生就业典型经验高校”[1]
- “湖南省职业教育先进单位”[1]
- “湖南省毕业生就业工作先进单位”[1]
- “湖南省文明单位”[1]